# Rodrigo de Quiroga
Rodrigo de Quiroga y López de Ulloa (San Juan de Boime, 1512 - Santiago de Xile; 25 de febrer de 1580), adelantado, conqueridor espanyol, governador del Regne de Xile en dues oportunitats.
Va ser fill d'Hernando Camba de Quiroga i de María López de Ulloa. L'any 1535 va viatjar al Perú i en va participar en l'exploració del Gran Chaco en l'expedició de Diego de Rojas. Anys més tard va arribar a Xile acompanyant al grup dirigit pel conqueridor Francisco de Aguirre, que es va unir a Atacama. al costat de Francisco de Villagra a Pedro de Valdivia, en marxa a la conquesta de Xile.

## Militar de confiança
Va participar en les accions militars de la conquesta de Xile, durant la primera part de la Guerra de Arauco, arribant a ser un dels capitans més importants del regne, gaudia de la plena confiança de don Pedro de Valdivia. Des de 1548 va ocupar diversos càrrecs en l'administració de Santiago. Va ser alcalde en tres oportunitats, regidor a perpetuïtat des de 1550 i corregidor entre 1550 i 1553.
Se li va lliurar la mà d'Inés de Suárez, doncs Pedro de Valdivia es va veure obligat a deixar-la per ordre de Pedro de La Gasca a petició dels enemics de Valdivia que ho havien denunciat per tenir una relació extramarital. Quiroga no tindria fills amb ella, encara que va tenir una filla anterior al seu matrimoni.
Un cronista de l'època ho va descriure així: «Era home de bona alçada, bru de rostre, la barba negra, cariaguileny, nobilísim de condició, molt generós, amic en de pobres, i així Déu li ajudava en el que feia: la seva casa era hospital i fonda de tots els que la volien» (Alonso de Góngora Marmolejo).
En morir Pedro de Valdivia en mans maputxes a la Batalla de Tucapel, les ciutats del sud van obrir el testament del mort i van proclamar governador a Francisco de Villagra. Mentre, a Santiago, el cabildo no va obeir l'encomanat pel testament i va proclamar governador a Rodrigo de Quiroga.
Va haver-hi així per algun temps dos governadors a Xile: Francisco de Villagra en el sud i Quiroga en el nord. Aquesta situació va acabar en tornar Villagra des de la zona de guerra per reclamar el seu dret a la governació. El cabildo li va atorgar aquest dret i va obligar a Quiroga a lliurar el comandament, cosa que va fer de mala gana.
El 1565, el Virrey va enviar reforços des del Perú, al comandament del general Jerónimo de Costilla. Aquest general tenia ordres de deposar Francisco de Villagra, protegit del virrey anterior, i instal·lar al govern a Quiroga. En aquestes circumstàncies, Villagra va veure que les seves forces per lluitar pel seu títol eren escasses comparades amb les de Quiroga, es va rendir i va lliurar el comandament, per posteriorment ser enviat al Perú.

## Primer Govern
Aquest primer govern -l'anterior no compte perquè va mancar de poder real-, que va durar fins a 1567, va estar marcat pels constants enfrontaments amb els indígenes, dels quals va sortir victoriós. Va emprendre una nova campanya, organitzada per Lorenzo Bernal del Mercado. Va reconstruir Cañete, va repoblar Arauco, i va conquistar l'illa de Chiloé, amb la fundació de Castro (Xile) i pacificació dels dòcils cuncos d'aquesta illa.
A part d'aquests triomfs -que mostrarien ser molt poc eficaços en el futur proper-,  la cort no va reconèixer els seus mèrits i en tornar a la capital va saber del nomenament de la Reial audiència, que ho reemplaçaria en el comandament. Es va dedicar llavors temporalment als negocis.
El 1575, producte del fracàs de la Real Audiència i del governador Melchor Bravo de Saravia va ser cridat per segona vegada per fer-se càrrec -ara en propietat- de la governació. Va jurar davant el cabildo el gener de 1575.

## Segon Govern

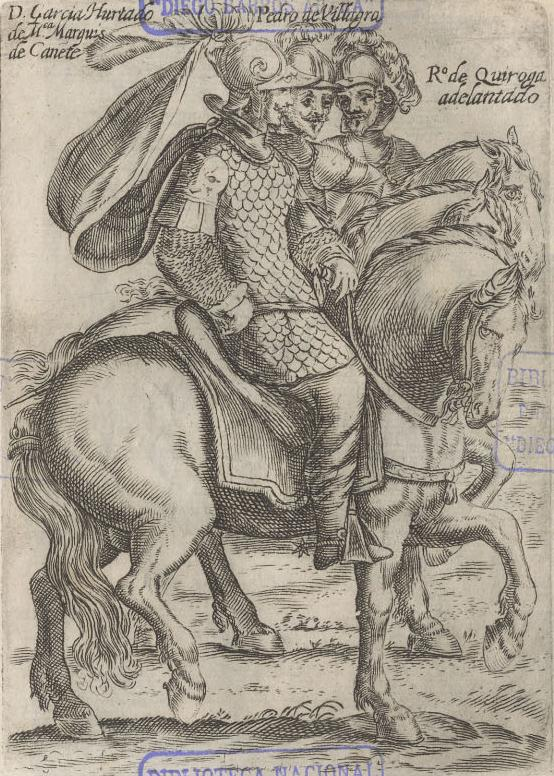
Hurtado de Mendoza, Villagra i Quiroga segons il·lustració d'Alonso de Ovalle.

La seva segona administració va ser més conflictiva que la primera. A la guerra se'l van sumar incursions pirates, els dos terratrèmols de 1575, el conflicte amb el bisbe San Miguel en el nomenament de càrrecs eclesiàstics i la rebaixa de sou als capellans, la qual cosa li va valer amenaces d'excomunió.
Espanya va prometre enviar-li 500 reforços per acabar definitivament amb la guerra, però només van arribar 300, d'una qualitat molt inferior a l'esperada i pràcticament sense equip. Sobreposant-se a aquestes dificultats i a la seva malaltia -havia de ser traslladat en cadira en el camp de batalla-, va realitzar una nova campanya en contra dels mapuches, dirigits en aquesta ocasió pel mestís Alonso Díaz.
La Campanya va tenir èxits relatius, que li van permetre afrontar una altra amenaça, l'aparició del corsario Francis Drake en les costes de Xile, que va saquejar el port de Valparaíso, però quan va intentar repetir la seva acció en La Serena, es va trobar amb la resistència armada dels habitants, que van destrossar a un dels seus homes.
El 16 de desembre de 1575 va ocórrer un terratrèmol que va arruïnar les ciutats de La Imperial, Ciutat Rica (Villarrica), Osorno, Castro i Valdivia. El sisme va derrocar un turó, a la sortida del Llac Riñihue, tapant el desguàs i que en acumular-se gran quantitat d'aigua es va desbordar i va causar un altre desastre.
La seva greu malaltia i la seva edat li van impedir continuar dirigint la guerra, encomanant-la al seu gendre Martín Ruiz de Gamboa. Prostrat en el llit per les seves malalties, es va mantenir els seus últims dies consagrat a les pràctiques religioses, envoltat de frares, als convents dels quals va llegar la major part dels seus béns i va morir de forma tranquil·la, el 25 de febrer de 1580. La seva esposa també d'avançada edat Inés de Suárez moriria el mateix any.